# 皮亞季哈特基
皮亞季哈特基（烏克蘭語：П'ятихатки，發音：[pjɐtɪˈxɑtkɪ]，意为“五间房子”），是乌克兰第聂伯罗彼得罗夫斯克州卡姆揚斯凱區皮亚季哈特基市镇内的城市及该市镇的行政中心，2020年7月18日前為皮亞季哈特基區的行政中心。該市距離州府第聂伯罗94公里，始建於1886年，面積30平方公里，海拔高度169米，2022年人口数量为15,477人。

## 历史
1956年，该市通往亞西努瓦塔的铁路实现了电气化。
2007年10月7日，该市开往第聂伯罗的一列挂有39节车厢的运煤列车中途与一列从塞瓦斯托波尔开往基辅的旅客列车相撞，造成一名铁路工人死亡。

## 图集

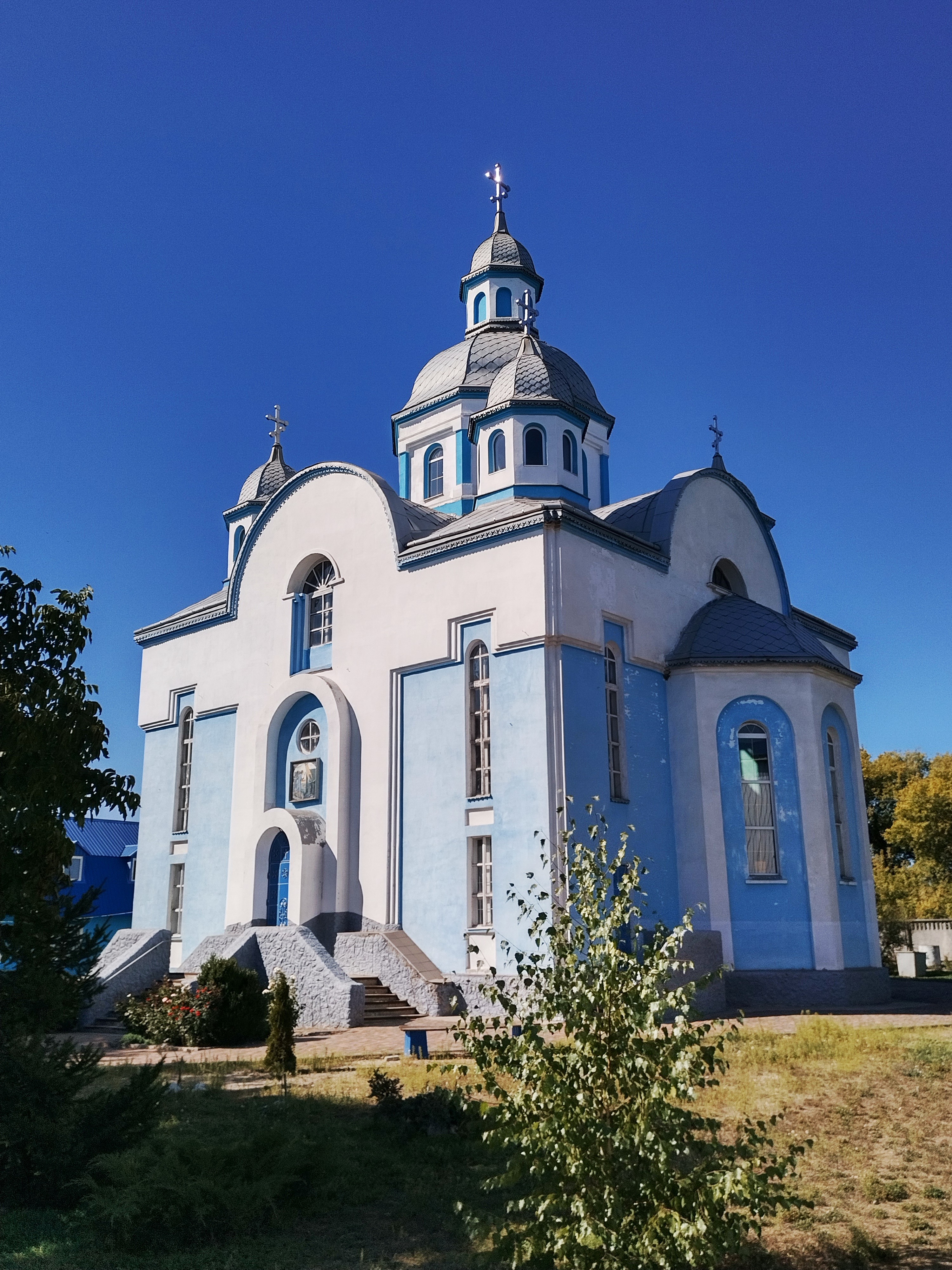
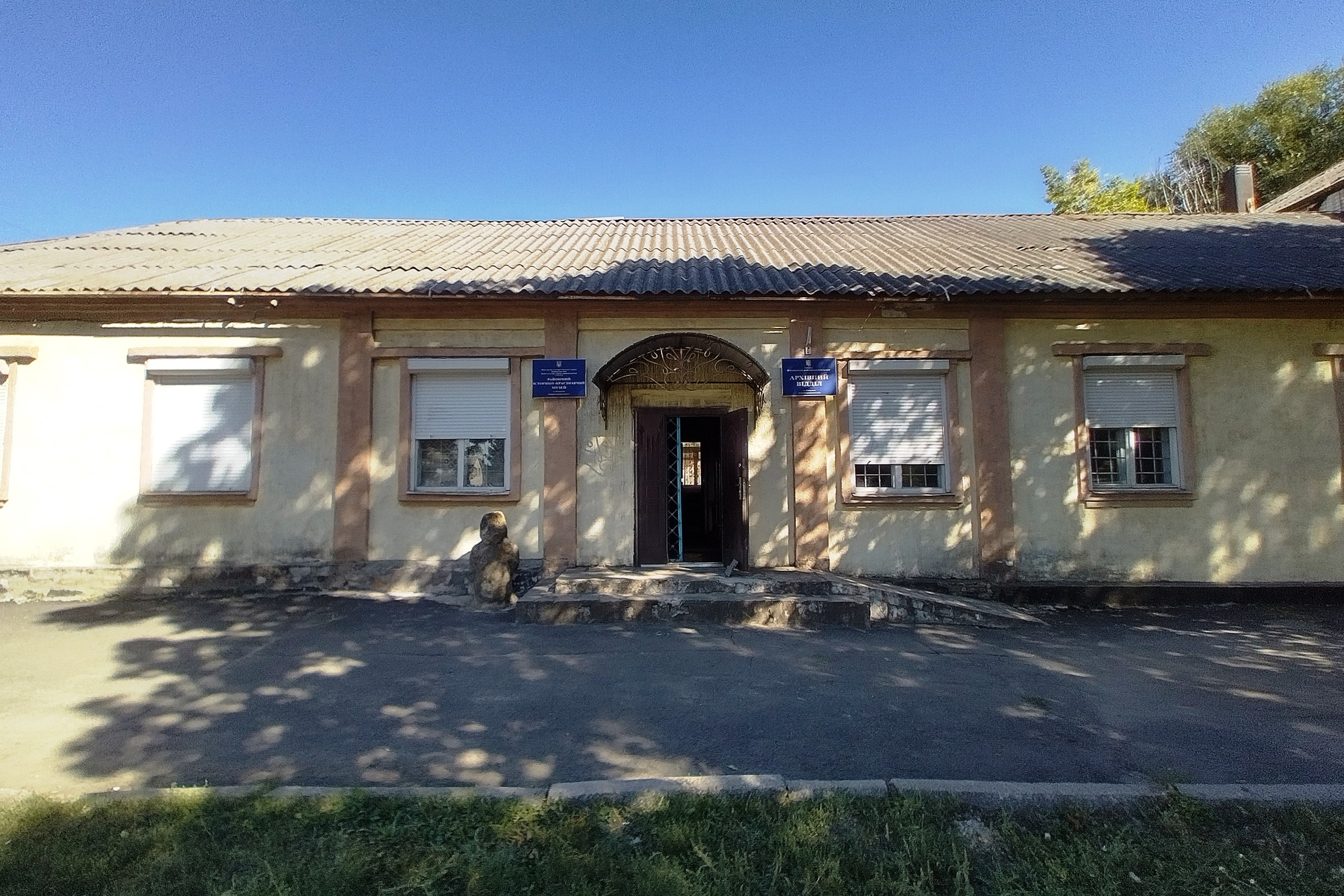
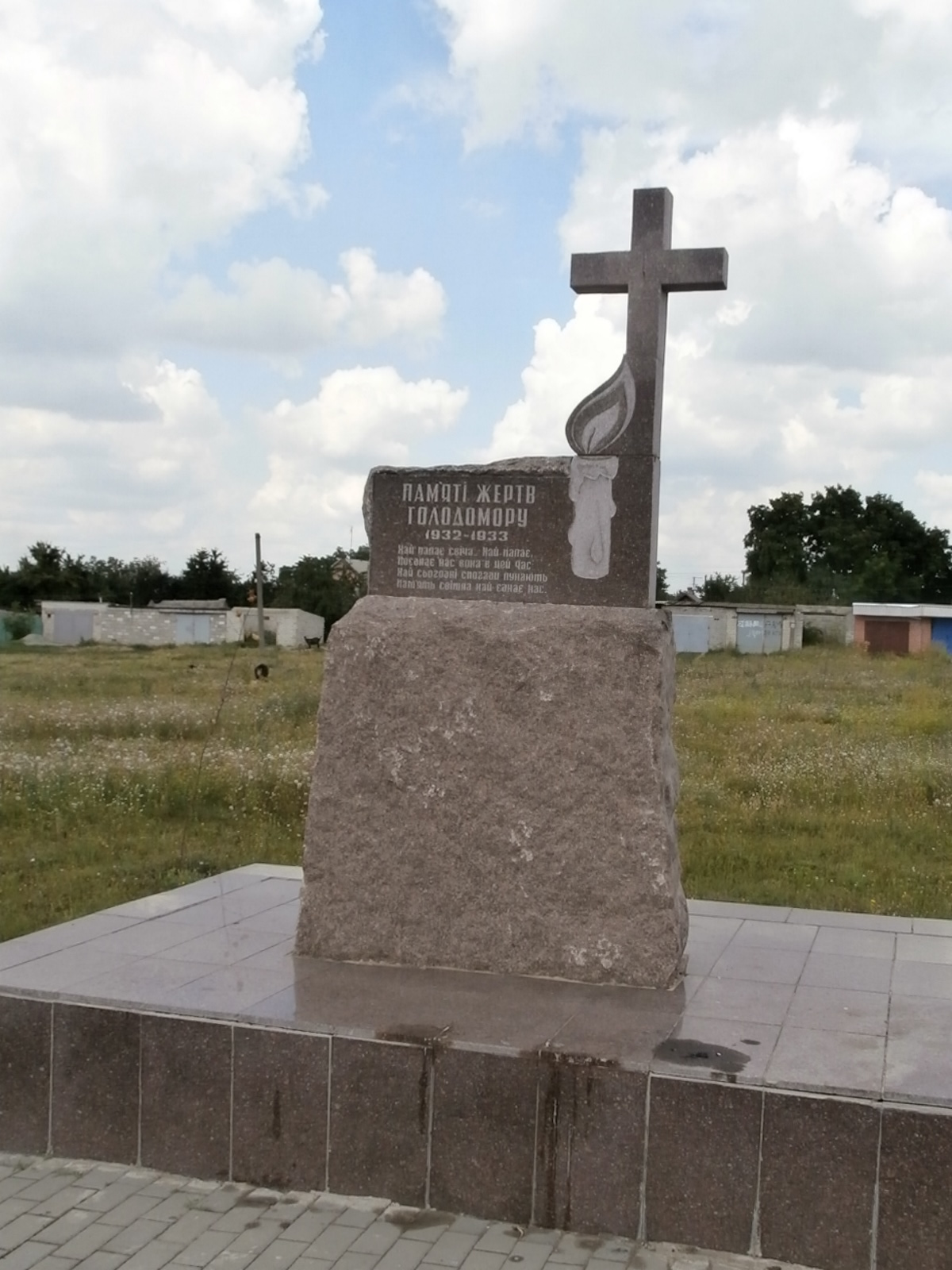
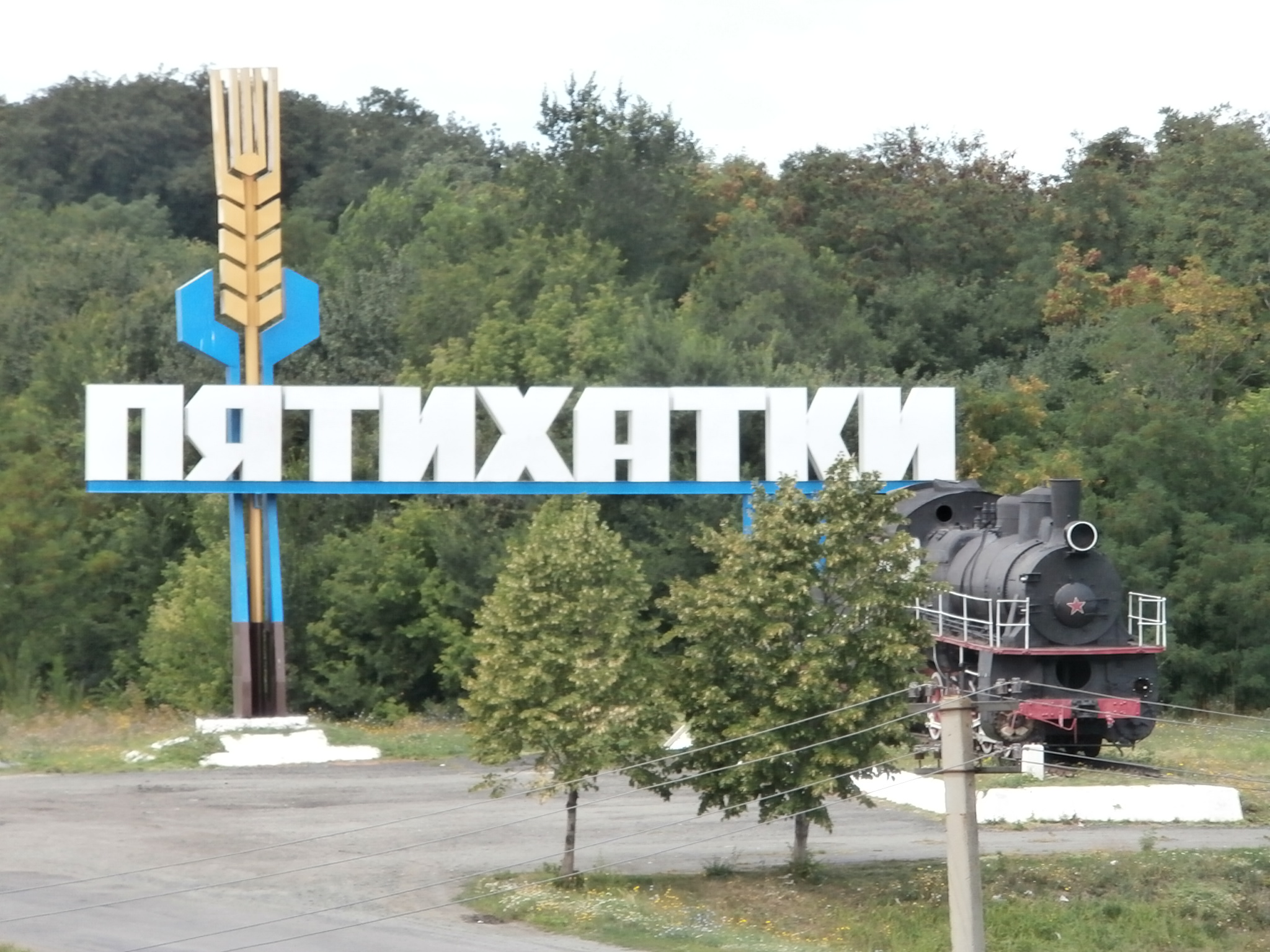
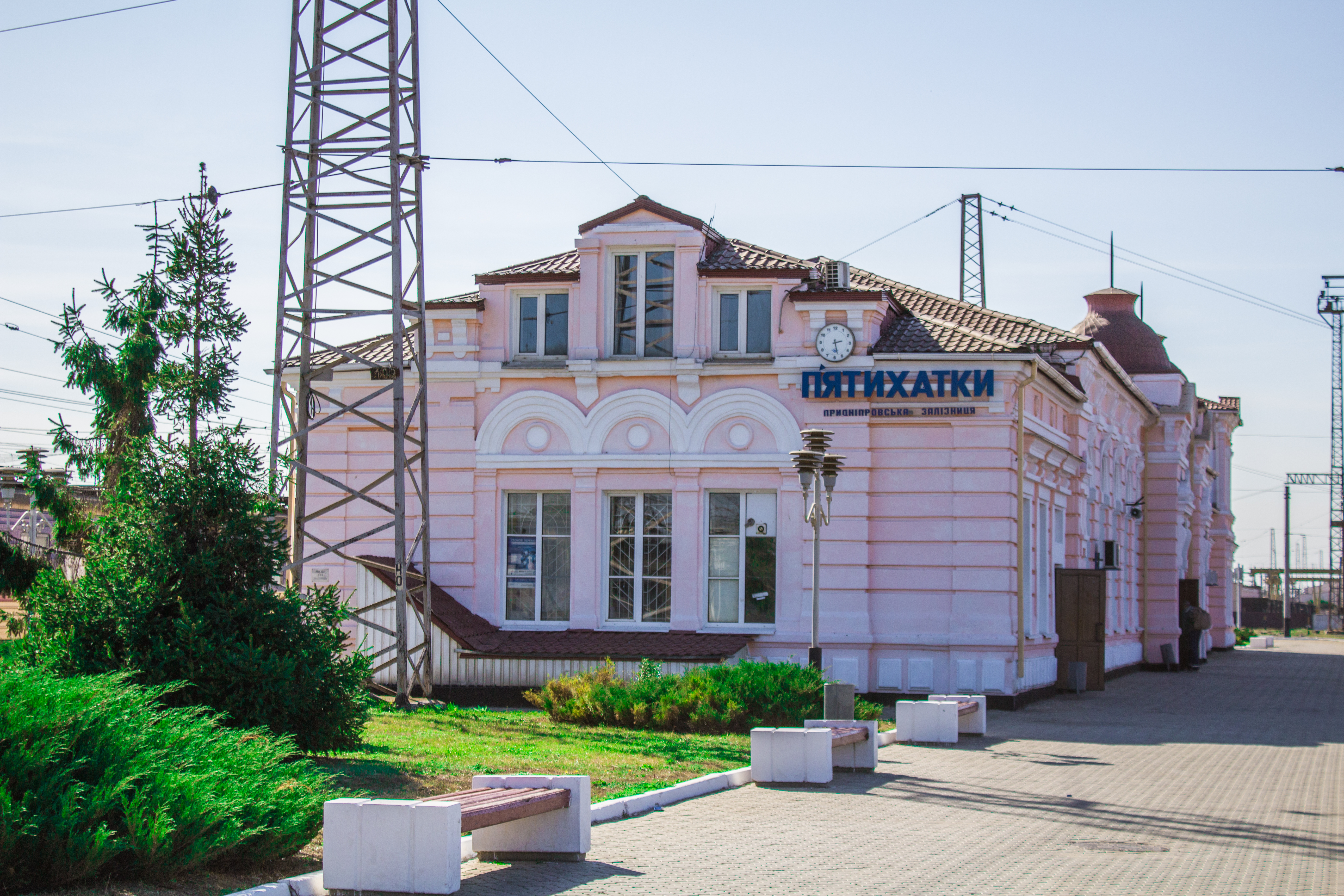

## 來源
1. ↑  . 新华社.   [2024-01-22]. （原始内容存档于2018-08-12） （中文）. 点击visitor，再点击Historical database，在搜索栏输入“皮亚季哈特基”，再点击Search
2. ↑   (PDF). 乌克兰国家统计局.   [2023-02-26]. （原始内容存档 (PDF)于2022-08-10） （乌克兰语及英语）.
3. ↑  . 新华社. 1956-06-06 （中文（中国大陆））.
4. ↑  . 新华社. 2007-10-07 （中文（中国大陆））.